# Lurgan
Lurgan (en gaèlic irlandès an Lorgain, que vol dir «turó amb forma de tíbia») és una vila d'Irlanda del Nord, al comtat d'Armagh, a la província de l'Ulster. La ciutat està prop de la riba meridional del llac Neagh. Forma part del districte de Craigavon, és prop de 29 kilòmetres al sud-oest de Belfast i està vinculat a la ciutat tant per l'autopista M1 com per la via del tren Belfast-Dublín. Tenia una població d'uns 23.000 habitants segons el cens del Regne Unit de 2001.
Lurgan és un assentament característic de la colonització de l'Ulster, amb carrers planificats rectes i amples i files de cases de camp. És el lloc d'una sèrie d'edificis catalogats com a històrics com Brownlow House i l'antic ajuntament.
Històricament, la ciutat era coneguda com un centre important per a la producció de tèxtil (principalment roba) després de la revolució industrial fins que la indústria va decaure de manera constant a partir dels anys. El desenvolupament de la «nova ciutat» de Craigavon va tenir un gran impacte a Lurgan, en la dècada de 1960 quan la gran indústria es va sentir atreta per la zona. L'expansió del Rushmere Retail Park de Craigavon, a principi del segle xxi ha afectat el comerç al detall de la ciutat.

## Demografia
Per al cens Lurgan és tractat com una sola entitat pel NI Statistics and Research Agency (NISRA) juntament amb Portadown, Craigavon i Bleary per formar l'«Àrea Urbana de Craigavon». Es pot trobar un recompte de la població força exacte barrejant les dades de les zones electorals que componen l'àrea urbana de Lurgan. Aquestes són Church, Court, Drumnamoe, Knocknashane, Mourneview, Parklake, Taghnevan i Woodville. Segons el cens de 2001 la població combinada d'aquestes zones era de 23.534.
La ciutat està dividida per línies polítiques sectària amb zones senceres d'habitatges gairebé exclusivament catòlica/nacionalista o gairebé exclusivament protestant/unionista. El nord i centre de la ciutat és considerat catòlic, mentre que el sud és considerat protestant, amb una «línia divisòria invisible» que travessa Market Street a Castle Lane i Carnegie Street. En la dècada de 1980 hi havia dos enclavaments protestants al nord de la ciutat, Gilpinstown i Wakehurst. Des de llavors han canviat i han esdevingut àrees catòliques perquè els protestants se'n van anar.

## Townlands
Com a la resta d'Irlanda, l'àrea de Lurgan és dividida en townlands, els noms de les quals procedeixen del gaèlic irlandès. Lurgan va sorgir al townland del mateix nom. Amb els temps s'han construït als townlands dels voltants i han donat noms a carreteres i urbanitzacions. Aquesta és una llista dels townlands de l'àrea urbana de Lurgan amb la seva etimologia probable:
Parròquia de Shankill:
- Aghnacloy (de l'irlandès Achadh na Cloiche, que vol dir «camp de pedra»)
- Ballyblagh (de Baile Bláthach que vol dir «townland florida»)
- Ballyreagh (de Baile Riach que vol dir «townland grisenca»)
- Demesne (nom anglès)
- Derry (de Doire que vol dir «roureda»)
- Dougher o Doughcorran (de Dúchorr que vol dir «turó rodó negre» i Dúchorrán que vol dir «petit turó rodó negre»)
- Drumnamoe (de Druim na mBó que vol dir «cresta de les vaques» o Druim na Mothar que vol dir «cresta dels matolls»)
- Knocknashane (abans Knocknashangan, de Cnoc na Seangán que vol dir «turó de les formigues»)
- Shankill (de Seanchill que vol dir «església antiga» o Seanchoill que vol dir «bosc antic»)
- Taghnevan (abans Tegnevan, de Teach Naomháin que vol dir «casa de Naomhán»)
- Tannaghmore North & Tannaghmore South (d' an Tamhnach Mór que vol dir «la gran pastura»)
- Toberhewny (de Tobar hAoine/Tobar Chainnigh/Tobar Shuibhne que vol dir «bé del diverndres/bé de Canice/bé de Sweeny»)

Parròquia de Seagoe:
- Aghacommon (d'Achadh Camán que vol dir «camp de hurling»)
- Ballynamony (de Baile na Móna que vol dir «townland de la torbera»)
- Silverwood (nom anglès – abans anomenada Killinargit, de Coill an Airgid que vol dir «bosc de la plata»)

## Història
El nom Lurgan és una anglicització del nom irlandès an Lorgain que vol dir «la tíbia», però el topònim fa referència a un turó o cresta amb forma de tíbia. Entre els antics noms de Lurgan destaquen Lorgain Chlann Bhreasail (anglicitzat Lurganclanbrassil, que vol dir «turó en forma de tíbia de Clanbrassil») i Lorgain Bhaile Mhic Cana (anglicitzat Lurg[an]vallivackan, que vol dir «turó en forma de tícia de l'assentament de McCann»). Els McCann eren un sept dels O'Neill i Senyors de Clanbrassil abans de la Colonització de l'Ulster en el segle xvii.
Cap al 1610, durant la colonització de l'Ulster i en un moment en què l'àrea era escassament poblada per pobles gaèlics, les terres de Lurgan foren donades al lord anglès William Brownlow i a la seva família. Inicialment la família Brownlow s'assentà vora el llac a Annaloist, però el 1619 van establir un castell a vora la crsta, i «una vila bonica, consistent en 42 cases, totes les quals eren habitades per famílies angleses, i els carreres tenen els paviments nets amb molins d'aigua i vent, tot per al blat.»
Brownlow esdevingué diputat per Armagh al Parlament Irlandès el 1639. Durant la rebel·lió irlandesa de 1641 el castell de Brownlow fou destruït i ell i la seva família foren fets presoners i duts cap a Armagh i d'allí a Dungannon a comtat de Tyrone. La terra tornà als McCann i als O'Hanlon. El 1642 Brownlow i la seva família foren alliberades per les forces d'Lord Conway i quan la rebel·lió acabà els retornaren les propietats a Lurgan. William Brownlow morí el 1660, però la seva família va contribuir al desenvolupament de la indústria del lli durant el segle xvii.
La ciutat va créixer durant els dos segles següents com a centre comercial, i quan en els anys 1960 el govern britànic va desenvolupar un programa de ciutats noves per a resoldre l'augment de població, el govern d'Irlanda del Nord també planejà Craigavon el 1965 per a evitar la concentració de població a Belfast, intentant incorporar-hi les viles veïnes de Lurgan i Portadown. El plan fracassà a la llarga, i avui 'Craigavon' fa referència localment només a l'àrea residencial entre les dues ciutats. Tanmateix el desenvolupament de Craigavon afectà Lurgan de moltes maneres. La classe de camins de vianants i ciclistes construïts a Craigavon també foren incorporats a les noves àrees de Lurgan, les terres addicionals al voltant de la ciutat foren dedicats al desenvolupament industrial, es desenvoluparen urbanitzacions als assentaments rurals veïns com Aghacommon i Aghagallon, i es va incrementar la població de la ciutat, tot i que no en l'escala que s'havia previst.
La indústria tèxtil continuà com la principal generadora de treball a la ciutat fins a finals del segle xix, amb l'accés de la mà d'obra barata dels països en vies de desenvolupament que provocà la disminució de la manufactura de roba a Lurgan.
Lurgan, Portadown i Craigavon formaren part del conegut com a «triangle mortal», àrea coneguda pel seu nombre d'incidents i morts durant el conflicte d'Irlanda del Nord. Avui la ciutat és una de les poques àrees d'Irlanda del Nord on els dissidents republicans gaudeixen d'un suport important. El llegat del conflicte és la contínua tensió entre catòlics i protestants, que sovint ha provocat exclats de violència a les 'àrees de contacte'.

## Fills il·lustres
- Anna Wilson Patterson (1868-[...?]) compositora musical i musicòloga.